# 京俄巴·粗赤拔
京俄巴·粗赤拔（藏語：སྤྱན་སྔ་པ་ཚུལ་ཁྲིམས་འབར་，威利转写：spyan snga pa tshul khrims 'bar，1038年—1103年），藏传佛教噶当派高僧，仲敦巴弟子。“京俄巴”在藏语中意为“眼前人”，因他常随侍仲敦巴而得名。
京俄巴出生于西藏年地方囊拉岗，1055年出家为僧。1062年前往热振寺，从仲敦巴学习佛法。仲敦巴圆寂后他又师从衮巴哇等人。1095年他建立了洛寺，并开创噶当派支系教授派传承。
他的著名弟子有甲域瓦钦波、堆垅巴、牛绒巴等。